# Хойвизер, Макс
Макс Хойвизер (нем. Max Heuwieser; 21 сентября 1878, Танн, Бавария — 10 мая 1944, Пассау) — историк-краевед, основатель и редактор журнала «Ostbairische Grenzmarken», профессор и ректор университета в Пассау; основатель и директор музея «Ostmarkmuseum».

## Биография
Макс Хойвизер родился 21 сентября 1878 года в Танне в семье строителя — в Танне же Макс провёл большую часть своего детства. До 1899 года Хойвизер посещает гимназию в Бургхаузене; затем он переехал в Пассау, где стал студентом — изучал философию и богословие. В 1903 году в Пассау он был рукоположён в священники и в течение нескольких лет занимался пастырской деятельностью. В 1907 году Хойвизер отправился в Мюнхен, чтобы продолжить учёбу в местном университете: среди его учителей был Сигмунд фон Рицлер (Sigmund von Riezler, 1843—1927). В 1909 году, под руководством фон Рицлера, Хойвизер получил степень кандидата наук за диссертацию «Городское развитие Пассау» (Die stadtrechtliche Entwicklung der Stadt Passau) — после чего он вернулся в Пассау.
Три года спустя Хойвизер был назначен викарием (Domvikar), архивистом и лектором по мировой истории в Философско-теологической высшей школе. 1 октября 1920 года он получил позицию профессора всемирной истории и вспомогательных исторических наук в Философско-теологической высшей школе в Регенсбурге. В зимний семестр 1925 года Макс Хойвизер получает приглашение на кафедру церковной истории в университете Пассау, где он проработал до своей смерти; с 1933 он также являлся и ректором. 11 ноября 1933 года Хойвизер был среди более 900 учёных и преподавателей немецких университетов и вузов, подписавших «Заявление профессоров о поддержке Адольфа Гитлера и национал-социалистического государства».
С 1923 года под редакцией Хойвизера стал выходить ежемесячный журнал «Ostbairische Grenzmarken» (сегодня, «Passauer Jahrbuch: Beiträge zur Geschichte und Kultur Ostbaierns»), ставший ценным источником по краеведению — включая историю искусства — Нижней Баварии. В 1926 году — совместно с Карлом Зиттлером (Carl Boromäus Sittler, 1882—1963) и Рудольфом Губи (Rudolf Guby, 1888—1929) — Хойвизер основал «Ассоциацию и институт краеведения Восточной Баварии» (Verein und Institut für Ostbairische Heimatforschung). С 1927 года Макс Хойвизер также является членом Комиссии по региональной истории Баварии при Баварской академии наук; в 1933 году он основал музей «Ostmarkmuseum» в Пассау — являлся его главой до 1936. Несмотря на то, что за последние два года Второй мировой войны музей был почти полностью закрыт, его коллекция послужила основой для нового музея «Оберхаус» (Veste Oberhaus).
Профессор Хойвизер скончался в Пассау 10 мая 1944 года, в возрасте 65 лет, от болезни сердца — в соответствии с собственным пожеланием, он был похоронен в Танне. Среди его произведении, помимо диссертации, исследователи отмечали три работы: «Регенсбург в период раннего Средневековья» (1925), «История епархии Пассау» (Т. 1, 1939), а также — «Пассау и Песнь о Нибелунгах» (1943).

## Работы
- Geschichte des Bistums Passau, Bd. 1 / Heuwieser, Max. — Passau (1939).
- Sachtitel Die Traditionen des Hochstiftes Passau / Heuwieser, Max [Hrsg.]. — München (1930).